# Нейолово-2
Нейолово-2 (рос. Неёлово-2) — присілок в Псковському районі Псковської області Російської Федерації.
Населення становить 72 особи. Входить до складу муніципального утворення Логозовська волость.

## Історія
Від 2015 року входить до складу муніципального утворення Логозовська волость.

## Населення
| 2001 | 2002 | 2010 | 2012 |
| ---- | ---- | ---- | ---- |
| 44   | ↗47  | ↗89  | ↘72  |